# Каталитические яды
Каталитические яды, или контактные яды — вещества, вызывающие «отравление» катализатора, то есть снижающие его каталитическую активность или полностью прекращающие каталитическое действие.

## Причины и действие
Причина отравления заключается в адсорбции каталитического яда на поверхности катализатора. Различают следующие виды каталитического отравления:
— Каталитический яд может адсорбироваться на активном центре катализатора, препятствуя взаимодействию реагентов с этим активным центром. В данном случае наблюдается линейная зависимость снижения каталитической активности от количества введенного в систему яда.
Пример: действие хинолина на алюмосиликатные катализаторы при крекинге.
— Экранирование — яд может сильно отравить поверхность катализатора, что приведет к резкому снижению каталитической активности. В этом случае введение дополнительных доз яда будет снижать активность медленно.
Пример: разложение пероксида водорода на платиновом катализаторе при адсорбции яда — дихлорида ртути.
Случается, что в микродозах некоторый каталитический яд может служить и промотором, когда в больших количествах начинает действовать как яд. Данный вид действия принято называть модифицированием катализатора. В случае сложных каталитических реакций каталитические яды могут действовать избирательно — подавлять каталитическую активность в одних катализаторах и не влиять на другие. В некоторых случаях одни и те же вещества могут быть каталитическими ядами по отношению к одним реакциям и не влиять на другие.

## Примеры каталитических ядов
К числу наиболее распространенных каталитических ядов принадлежат Н2О, СО, СО2, H2S, N2, P, As, Sb и др.